# Alcaracejos (kommun)
Alcaracejos är en kommun i Spanien.   Den ligger i provinsen Province of Córdoba och regionen Andalusien, i den centrala delen av landet, 250 km söder om huvudstaden Madrid. Antalet invånare är 1 545.